# Relações entre Colômbia e Venezuela

Mapa indicando a localização de ambos os países, detalhadamente incluindo os Departamentos da Colômbia e os Estados da Venezuela.

As relações entre Colômbia e Venezuela são de países vizinhos com fortes laços históricos, culturais e geográficos, mas que vêm passando por alguns conflitos. Os dois países dividem uma história em comum, por alcançarem sua independência sob Simón Bolívar e tornarem-se uma só nação, a Grã-Colômbia, que foi dissolvida no século XIX. Desde essa época, as relações entre os dois países oscilam entre a cooperação e o enfrentamento bilateral.

## História
A Colômbia e a Venezuela eram parte do Império Espanhol. As disputas fronteiriças antecedem a fundação das duas nações modernas, e vem desde o tempo das colônias de Santa Marta, hoje a cidade de Santa Marta, na Colômbia, e Nova Andaluzia, hoje uma província parte da Venezuela. Durante a era colonial, a península de Guajira - então habitada pelo grupo indígena Wayuu - resistiu à invasão dos espanhóis vindos de Santa Marta e Nova Andaluzia, uma situação que impediu as colônias de delimitarem seus territórios na área. Os Wayuu foram finalmente subjugados ao fim da colonização, com a independência das duas colônias no início do século XIX.
Os novos territórios independentes iniciaram negociações formais para dividir a península numa linha longitudinal. As negociações fracassaram e as duas partes pediram a mediação da Espanha. Em 1891 a Coroa espanhola chegou a uma decisão, mas o acordo fracassou novamente por causa das confusas localizações geográficas na área.
Desde o começo do século XX, a relação entre os dois países tem sido de altos e baixos, principalmente com relação à disputa marítima territorial no Golfo da Venezuela. O ponto mais baixo dessa relação ocorreu em 19 de agosto de 1987, quando a corveta colombiana ARC Caldas (FM-52) entrou em águas sob disputa de soberania e o presidente venezuelano Jaime Lusinchi enviou a Força Aérea para a área. A situação foi resolvida através de canais diplomáticos mas a disputa continuou.
Um dos principais pontos de fricção tem sido o grande número de colombianos que imigrou para o país vizinho nos anos 70 e 80, e que só conseguiram trabalho  em empregos de baixa renda e na parte mais baixa da pirâmide econômica e social. Muitos destes imigrantes foram aprisionados e mantidos em péssimas condições, discriminados e tendo seus direitos humanos violados. O conflito armado entre o governo da Colômbia e grupos guerrilheiros no país também tem provocado impasses entre os dois países. Incursões militares ilegais por soldados dos dois países no território vizinho, tem sido frequentes desde que o conflito interno colombiano teve uma escalada durante a década de 1980, causando movimentação de tropas na fronteira comum de mais de 2000 km. O contrabando floresce na região, de produtos que vão de drogas, armas e gasolina a veículos roubados. De 2002 a 2010, essa relação flutuou devido às diferenças ideológicas ente os presidentes dos dois países, Álvaro Uribe e Hugo Chávez, chegando novamente a um ponto crítico em novembro de 2007, graças ao fracasso de uma troca humanitária entre prisioneiros do exército e da guerrilha colombiana, causando um congelamento nas relações bilaterais.
Em 22 de julho de 2010, em meio a uma crise causada pelas acusações do ex-presidente colombiano Álvaro Uribe na OEA, de que guerrilheiros das FARC tinham estabelecido bases e se escondido atrás da fronteira venezuelana, o presidente da Venezuela, Hugo Chávez, anunciou o rompimento das relações diplomáticas entre os dois países. Em 10 de agosto, entretanto, com a posse do novo presidente colombiano Juan Manuel Santos, os dois países anunciaram o reatamento diplomático, após um encontro entre os dois presidentes em Santa Marta, na Colômbia.
Em 04 de julho de 2018, durante um discurso transmitido pela TV, o presidente da Venezuela, Nicolás Maduro, sofreu a tentativa de um ataque após a explosão de dois drones perto do local, o presidente acusou a extrema-direita da Venezuela e Juan Manuel Santos, presidente da Colômbia de estarem por trás desse suposto ataque.